# Dominikanerkloster Liegnitz

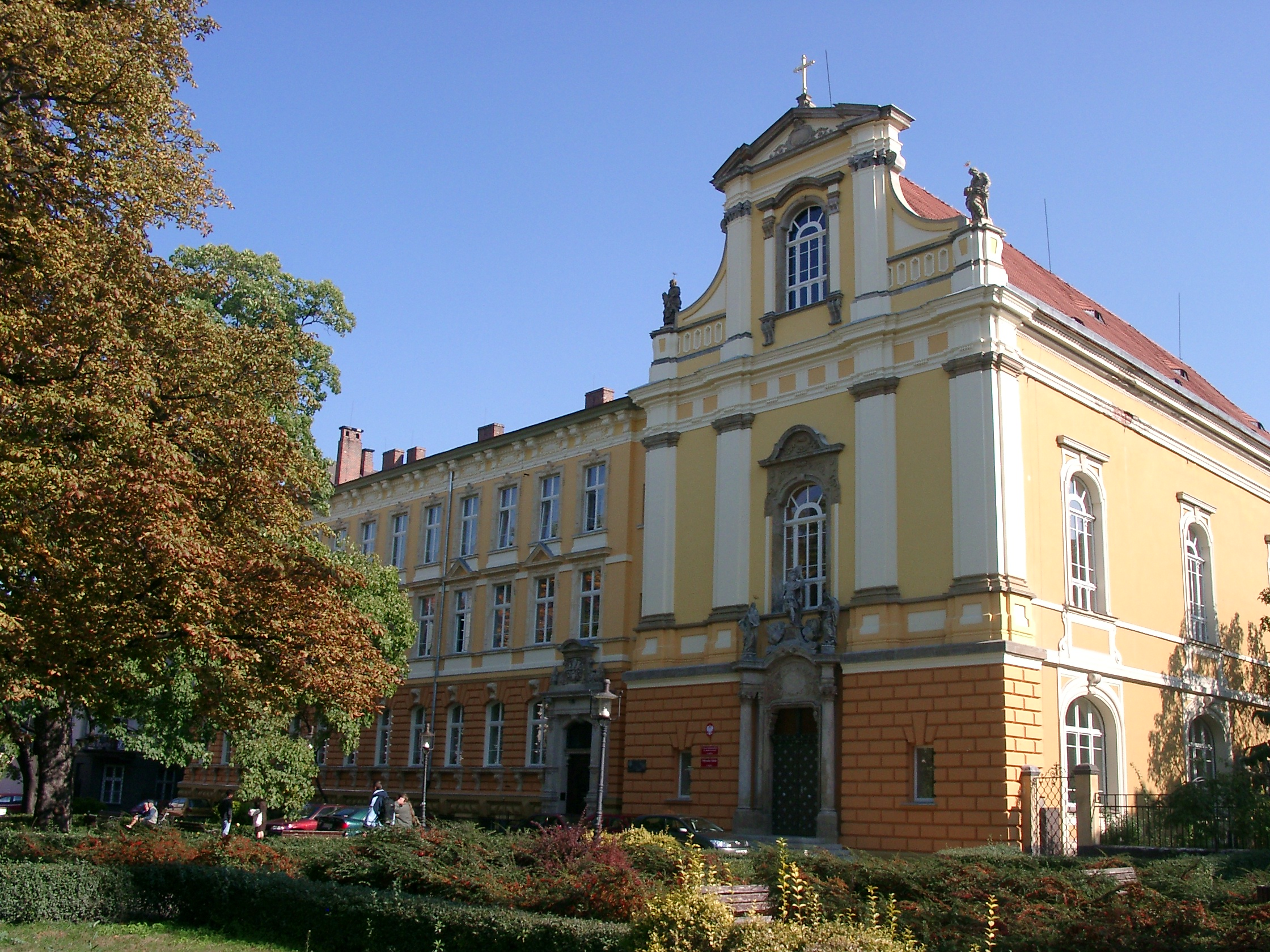
Ehemalige Klosterkirche der Benediktinerinnen in Liegnitz. Barockbau (1700–1723) an der Stelle der Dominikanerklosterkirche

Das Dominikanerkloster Liegnitz war ein Kloster des Prediger- oder Dominikanerordens (lateinisch Ordo (fratrum) Praedicatorum, Ordenskürzel OP) in Liegnitz im damaligen Herzogtum Liegnitz in Schlesien. Das Kloster wurde im Zeitraum 1270/77 von Herzog Boleslaw II. von Liegnitz gegründet und war nach Einführung der Reformation im Herzogtum (1524) bereits 1526 von den Mönchen verlassen. 1534 wurde das Kloster den Benediktinerinnen übertragen. 1700/23 wurde das Klostergebäude barockisiert.

## Lage
Das Kloster lag im nordöstlichen Teil der Altstadt von Liegnitz. Die ehemalige Klosterkirche der Benediktinerinnen soll 1700 bis 1723 an der Stelle der früheren Dominikanerklosterkirche erbaut worden sein. Die profanierte Kirche ist Teil des Liceum Ogólnokształcące w Legnicy (Allgemeinbildendes Lyzeum). Die ursprüngliche Klosterkirche der Dominikaner hatte das Patrozinium zum Heiligen Kreuz.

## Geschichte
Die Dominikaner waren ein Bettel- und Predigerorden, der 1215 gegründet wurde. Die Mönche waren ursprünglich auf das Armutsprinzip verpflichtet, d. h. weder das Kloster durfte Grundbesitz haben, noch die einzelnen Mönche persönlichen Besitz. Papst Martin V. hob 1425 das Armutsprinzip zunächst für einzelne Konvente auf. 1475 erlaubte Papst Sixtus IV. dem gesamten Orden Besitz und feste Einkünfte. Im 15. Jahrhundert kam es innerhalb des Ordens zu einer Observanzbewegung, die darauf abzielte, die Ordensregeln wieder streng zu handhaben.

### Gründung
Über das Dominikanerkloster Liegnitz ist nur sehr wenig bekannt. Das Klosterarchiv ist verloren, und die Geschichte des Klosters ist daher nur in Umrissen zu rekonstruieren.
Das Dominikanerkloster Liegnitz wurde nach Eduard Mühle in den Jahren 1270–77 durch Herzog Bolesław II. den Kahlen gestiftet. Nach Ascher Sammter gründete der Herzog das Kloster (exakt) im Jahr 1277. Bolesław II. wurde nach seinem Tod am 17. Januar 1278 im Chor der Klosterkirche bestattet, angeblich neben seiner ersten Frau Hedwig († 1259), Tochter des Grafen Heinrich von Anhalt und zweien seiner Kinder, Bernhard I. und Katharina († nach 1270). Die letztgenannten Angaben sind aber unzutreffend, denn Hedwig ruht in der Klosterkirche der Zisterzienser in Leubus. Der Sohn Bernhard starb erst 1286, und die Tochter Katharina († nach 1270) wurde nach anderer Quelle in der Klosterkirche in Trebnitz beigesetzt. Auch die Gründung exakt im Jahr 1277 trifft wohl nicht zu. Wenn von der Klosterkirche im Januar 1278 der Chor bereits fertig war, erfolgten die Gründung und der Baubeginn der Klosterkirche sicher bereits einige Jahre zuvor (vgl. die Datierung von Eduard Mühle). Das Kloster gehörte zur polnischen Ordensprovinz des Dominikanerordens.

### Geschichte von Ende des 13. bis Anfang des 16. Jahrhunderts
1286 starb Herzog Bernhard von Liegnitz und wurde in der Dominikanerklosterkirche begraben. 1290 brannte das Kloster ab, und erst 1301 erfolgte der Wiederaufbau von Kloster und Klosterkirche.
1434 fungierte in einem Streit zwischen dem Liegnitzer Kanoniker Gawen und den Vikaren der Kollegiatkirche in Liegnitz u. a. auch der Prior des Liegnitzer Dominikanerklosters als Schiedsmann.
Das Dominikanerkloster in Liegnitz schloss sich 1495 unter Mitwirkung des Provinzials der polnischen Dominikanerprovinz und Prior von Warschau Johannes Advocatus (Vogt/Voyt/Foyt), – und damit sehr spät – der Observanz an. 1496 sprach das Provinzialkapitel zu Lublin ein Lob für die vier schlesischen Konvente Brieg, Crossen, Glogau und Liegnitz aus, dass sie sich der Observanz anschließen wollten. Die Einführung der Observanz zog sich aber hin, denn erst 1519 stellte das Provinzialkapitel fest, dass die Reform auch durchgeführt sei.
1517 vermachte Herzog Friedrich II. den Franziskanern und Dominikanern in Liegnitz jeweils 15 Mark jährlichen Zins aus dem Biergeld und sonstigen herzoglichen Renten für das Lesen von 14 Seelenmessen in der St. Laurentius-Kapelle im Liegnitzer Schloss zum Gedenken an seine verstorbene Frau Elisabeth. Diese Notiz widerlegt den Eintrag im Lexicon deutscher Stifter, Klöster und Ordenshäuser von Otto Grote, nach dem das Kloster angeblich schon 1496 verlassen wurde.
Die Dominikaner hatten in ihrem Kloster auch eine Klosterbibliothek aufgebaut.

### Das Ende des Klosters
Herzog Friedrich II. führte 1524 die Reformation in seinen Herzogtümern Liegnitz, Brieg und Wohlau ein. Daraufhin verließen die Mönche das Kloster, 1526 war das Kloster schon völlig verlassen.
1529 ließ Herzog Friedrich II. neue Verteidigungsanlagen in und um Liegnitz errichten. Diesen Baumaßnahmen fiel das Kloster der Benediktinerinnen in Liegnitz zum Opfer. 1534 wies Herzog Friedrich II. deshalb den Benediktinerinnen das verlassene Dominikanerkloster zu.
| Amtszeit | Prior           | Sonstige Ämter und Anmerkungen |
| -------- | --------------- | ------------------------------ |
| 1434     | Dominikus Beler | Prior                          |